# Real to Real Cacophony
Albums de Simple Minds
Life in a Day
(1979) Empires and Dance
(1980)
Real to Real Cacophony est le deuxième album studio des Simple Minds, sorti en novembre 1979. 

## Liste des titres
| No  | Titre                            | Durée |
| --- | -------------------------------- | ----- |
| 1.  | Real To Real                     | 2:47  |
| 2.  | Naked Eye                        | 2:21  |
| 3.  | Citizen (Dance Of Youth)         | 2:53  |
| 4.  | Carnival (Shelter In A Suitcase) | 2:49  |
| 5.  | Factory                          | 4:13  |
| 6.  | Cacophony                        | 1:40  |
| 7.  | Veldt                            | 3:20  |
| 8.  | Premonition                      | 5:29  |
| 9.  | Changeling                       | 4:11  |
| 10. | Film Theme                       | 2:27  |
| 11. | Calling Your Name                | 5:05  |
| 12. | Scar                             | 3:31  |

## Simple extrait
- Changeling

## Membres de la formation originale 1978-1981
- Jim Kerr - Voix
- Charlie Burchill - Guitares, Saxophone, Violon
- Michael MacNeil - Claviers
- Derek Forbes - Basse
- Brian McGee - Batterie

## Commentaires
Expérimental, il est très différent du précédent ; on peut lui chercher une parenté du côté de Kraftwerk. L'album est rematricé en 2003, mais deux coquilles sont alors ajoutées aux titres : le premier titre est incorrectement renommé Reel to Real et le titre de l'album lui-même est renommé Reel to Real Cacophony.